# Onthophagus morosus
Onthophagus morosus är en skalbaggsart som beskrevs av Gerstaecker 1871. Onthophagus morosus ingår i släktet Onthophagus och familjen bladhorningar. Inga underarter finns listade i Catalogue of Life.